# Summer on You
Summer on You is een nummer van de Nederlandse dj Sam Feldt en het dj-duo Lucas & Steve uit 2016, ingezongen door Wulf.
"Summer on You" werd een grote zomerhit in Nederland en was in de (na)zomer van 2016 de meest gedraaide plaat op de Nederlandse radio. Het tropical housenummer bereikte de 4e positie in de Nederlandse Top 40. In Vlaanderen bereikte het nummer de 12e positie in de Tipparade.